# ウィリアム・ウォーレス・デンスロウ
ウィリアム・ウォーレス・デンスロウ（William Wallace Denslow、1856年5月5日 - 1915年3月29日）は、アメリカ合衆国のイラストレーターである。『オズの魔法使い』などの作者、ライマン・フランク・ボームと協力したイラストレーターとして知られている。

## 略歴
フィラデルフィアでタバコ卸売業者の家に生まれた。美術は短期間、ニューヨークのナショナル・アカデミー・オブ・デザインとクーパー・ユニオンで学んだだけで、ほとんど独学であった。1880 年代に、挿絵絵画家兼新聞記者としてアメリカ各地で働いた。1893年のシカゴ万国博覧会を取材するためにシカゴを訪れ、そのままシカゴで暮らすことを選び、シカゴでポスター画家として人気を獲得し、書籍や蔵書票のデザインも手がけ、出版社の「 ロイクロフト・プレス(Roycroft Press)」で働くよう招待された。
シカゴの新聞記者クラブでライマン・フランク・ボームと知り合った可能性があり、1899年にボームの詩集の挿絵を描き、1900年にデンスロウが挿絵を描いた
『オズの魔法使い』は大きな成功を収めた。デンスローはその後、ボームの作品のいくつかに挿絵を描いたが、1902年に『オズの魔法使い』がミュージカルとして上演されるときの、キャラクターの権利関係で争いになり、ボームとの協力関係は終わった。デンスローはこの本と舞台版の著作権料によって、裕福になり、バミューダ海岸の島を購入することができたがアルコール依存症になり財産を失ったとされる。生涯に3度結婚し、いずれも離婚している。
1915年3月29日にニューヨークで肺炎で亡くなった。

## 作品

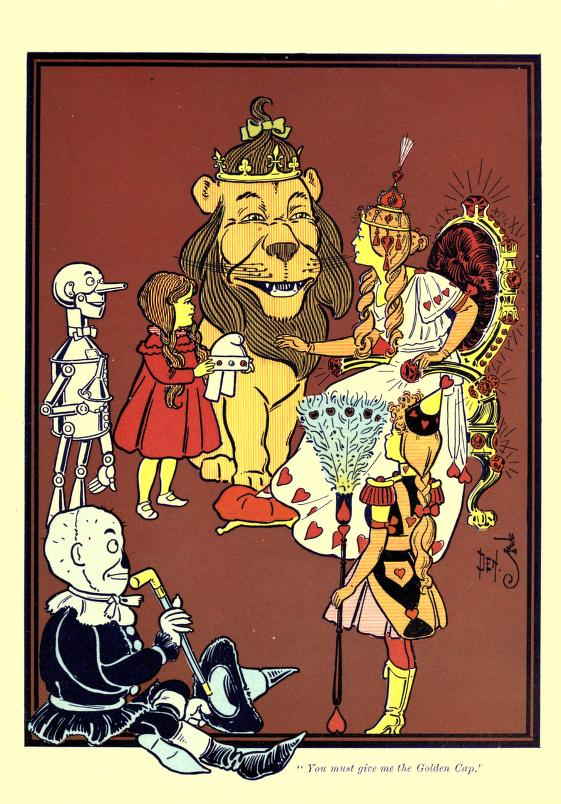
『オズの魔法使い』挿絵
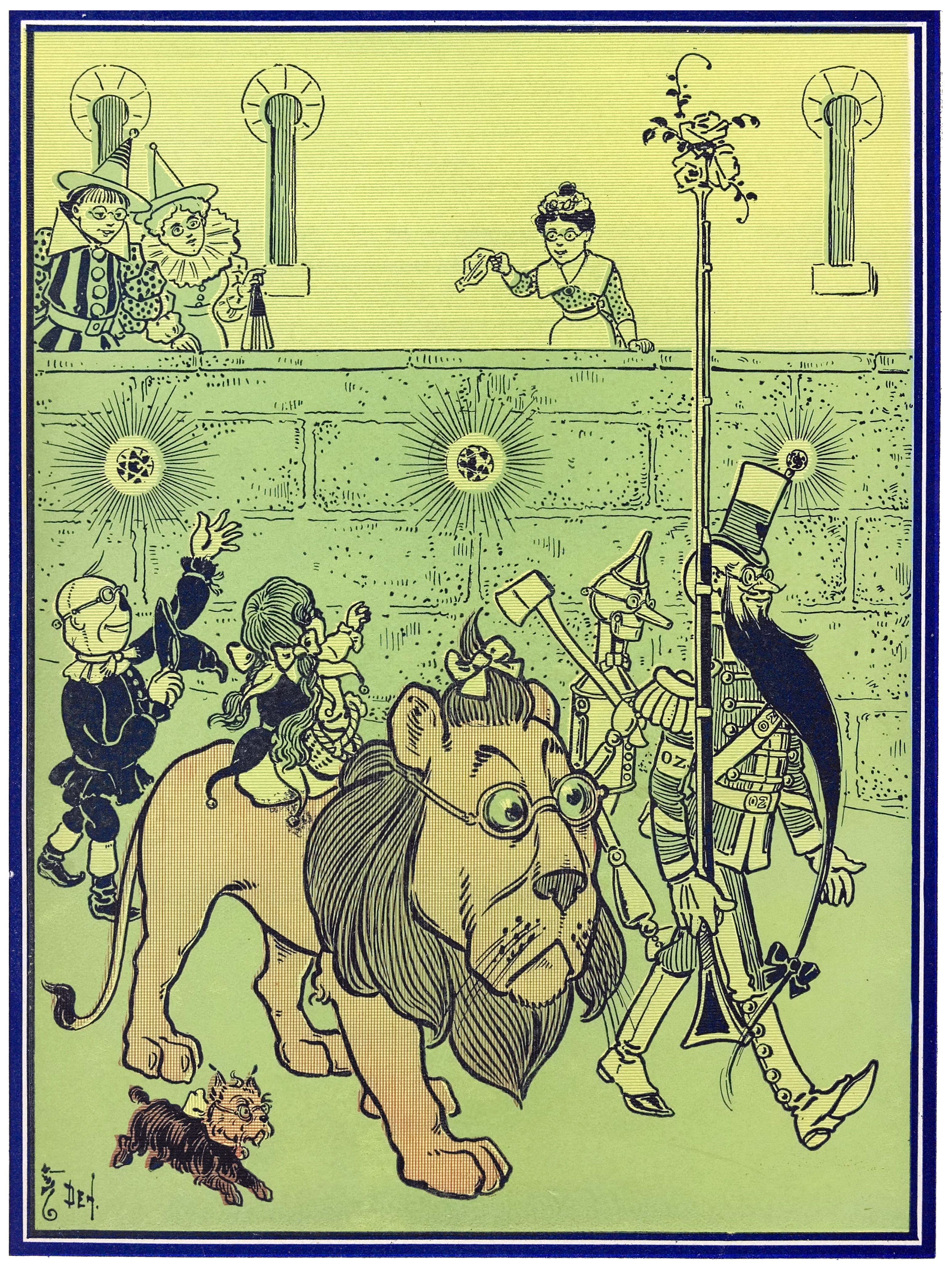
『オズの魔法使い』挿絵
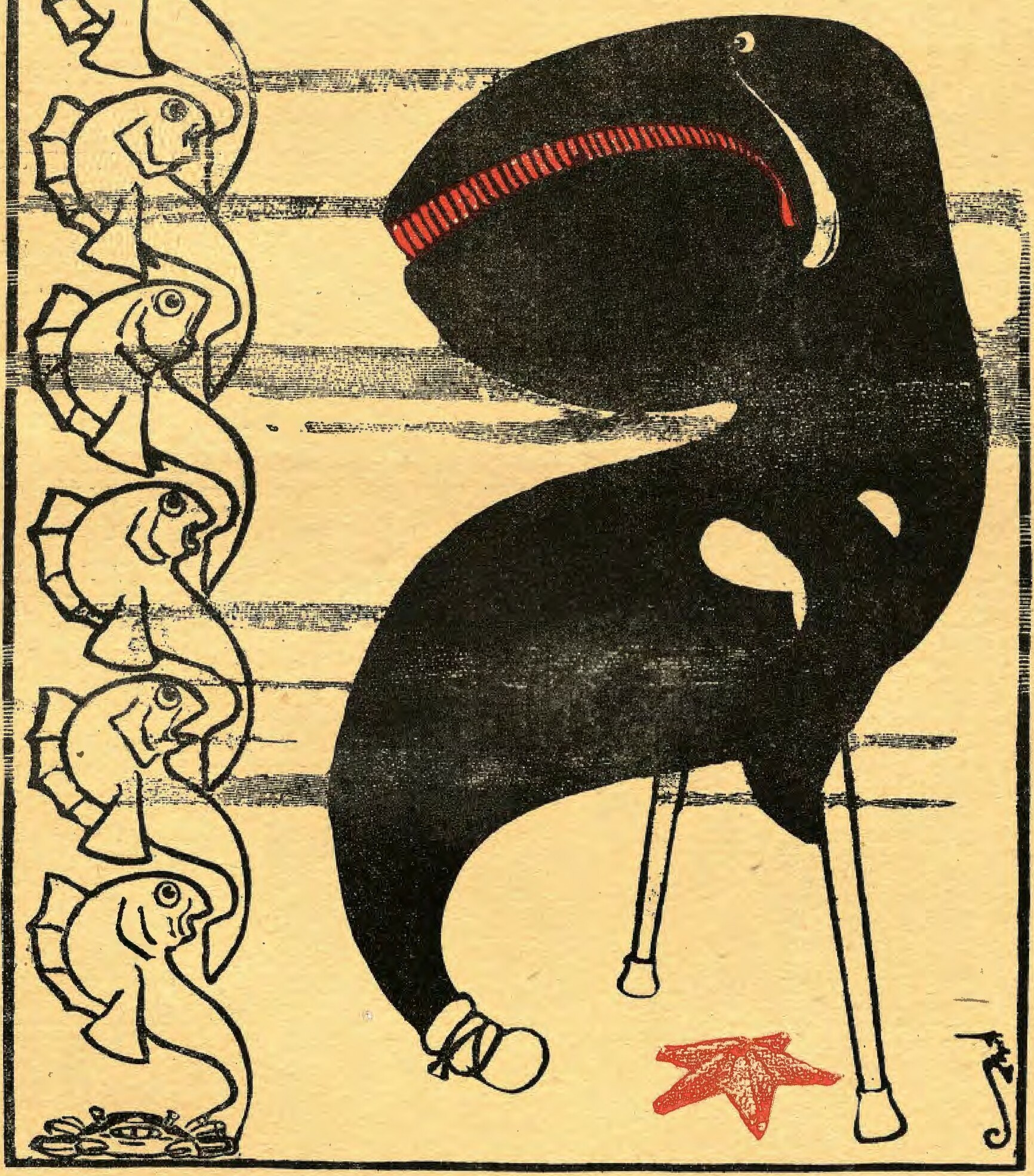
ボームの詩集の挿絵
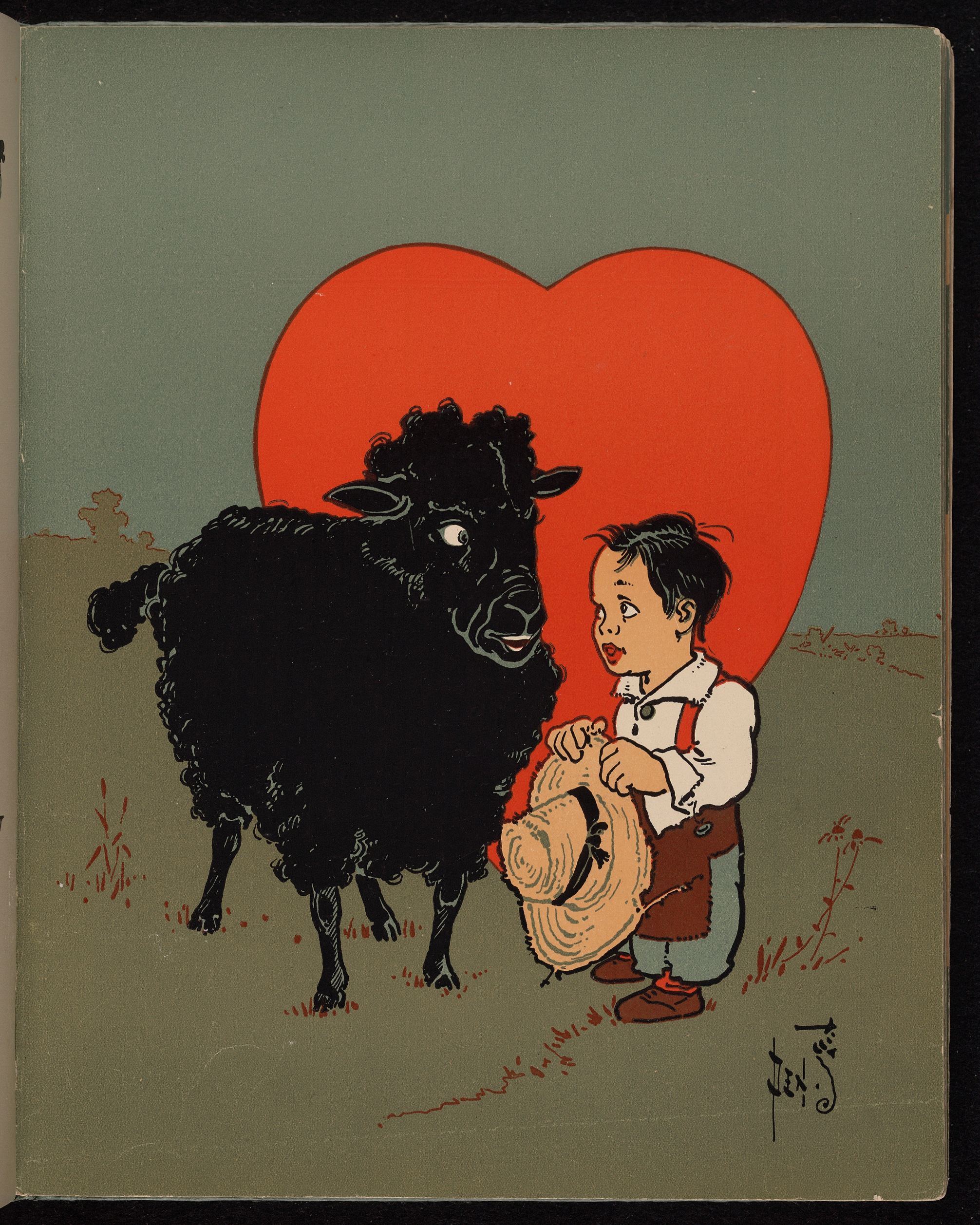
" Mother Goose"　挿絵